# Cyprinodon diabolis
Cyprinodon diabolis Wales, 1930, conosciuto comunemente come Ciprinodonte di Devil's Hole, è un piccolo pesce della famiglia Cyprinodontidae.

## Distribuzione e habitat
Questo pesce ha il record, tra tutti vertebrati, dell'habitat di diffusione più piccolo: appena 20 m2, nelle acque limacciose superficiali di un pozzo naturale profondo più di 100 metri, chiamato Devil's Hole, nel deserto di Amargosa, a circa 60 chilometri a Est della Valle della Morte, nel Nevada occidentale. Le ridotte dimensioni dell'habitat fanno sì che il numero di individui maturi di questa specie sia inferiore alle 100 unità, che hanno una vita di durata annuale ed è una specie a rischio di estinzione.

## Descrizione
Presenta dorso arcuato, testa grossa e grandi occhi. La pinna dorsale e l'anale sono tondeggianti, verso il peduncolo caudale. Le pettorali e le ventrali sono minute, la coda è ampia. 

La livrea è blu-argentea, una riga nera sul dorso e pinne orlate di nero. 

Le dimensioni si attestano sui 3 cm.